# Radium Lampenwerk

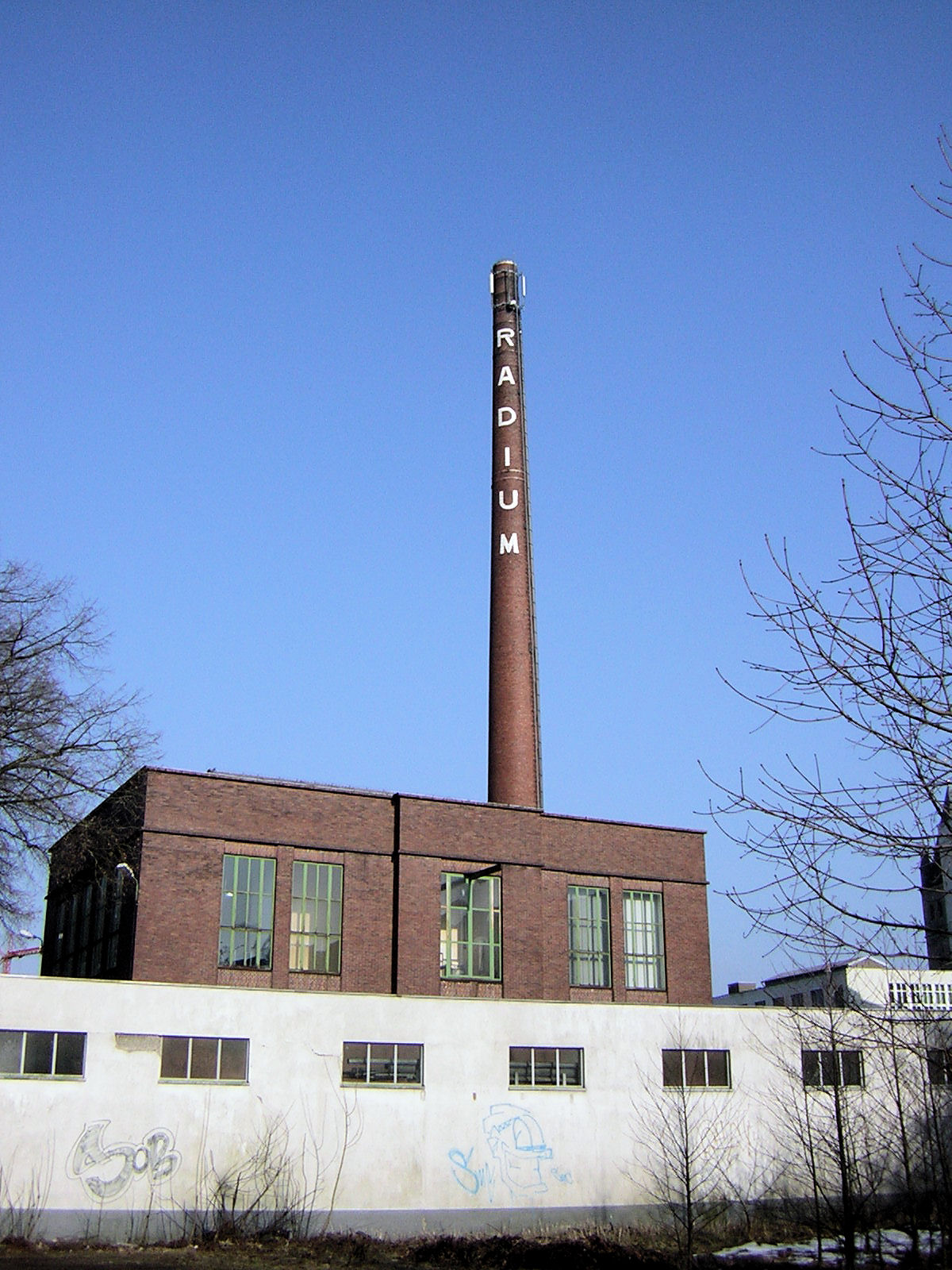
Gebäude, Stand 2006

Die Radium Lampenwerk GmbH mit Sitz in Wipperfürth ist der älteste Produzent von Leuchtmitteln in Deutschland. Das Unternehmen hatte 2021 rund 230 Mitarbeiter.

## Geschichte
Die Berrenbergsche Elektricitätswerke GmbH wurde am 29. Januar 1904 von Adolf Berrenberg (ehemaliger Mitarbeiter von Thomas Alva Edison) und Richard Drecker (Inhaber einer Spinnerei) gemeinsam gegründet. Im gleichen Jahr erfolgte am 17. Dezember die Umbenennung in Radium-Elektrizitäts-Gesellschaft m.b.H mit der Aufnahme des dritten Gründers Richard Kersting.
Am 7. Juli 1917 endete ein Patentstreit mit einem Vergleich, bei dem die Deutsche Gasglühlicht / Auer einen 50%-Anteil an Radium erhielt. 1918 gliederte Auer sein Glühlampengeschäft in die OSRAM G.m.b.H. KG aus, wovon auch der Anteil an Radium betroffen war.
Am 23. März 1988 wurde der Osram-Konzern der alleinige Gesellschafter von Radium Lampenwerk durch die Übernahme der letzten 33,4 % aus der Erbengemeinschaft Weyers.
Zum 1. Oktober 1998 wurde die juristische Unternehmensstruktur gestrafft und die drei Unternehmen Radium Unternehmensverwaltung GmbH, Radium Lampenwerk GmbH & Co. OHG und Radium Lampenwerk GmbH fusionierten zur heutigen Radium Lampenwerk GmbH.
2016 erfolgte eine Reorganisation des Osram-Mutterkonzerns, aus der die Sparte Allgemein-Beleuchtung in die eigenständige Ledvance GmbH abgespalten wurde, zu der auch Radium gehörte.
Seit dem 1. Oktober 2020 ist Radium wieder eigenständig durch Verkauf an die ASC Lighting GmbH, welche zur ASC Investment (Luxemburg und München) gehört.